# ときひろみ
とき ひろみ（Hiromi Toki・1993年8月20日 - ）は、日本のモデル、タレント。主にオートバイ関連の媒体で活動する。埼玉県出身。芸映所属。

## 来歴・人物
高校入学を機に父親から、通学のために原付免許の取得を勧められ、二輪車について調べて中型バイクを運転できる普通自動二輪免許の存在を知り、バイクに魅せられる。
16歳になりすぐに普通二輪免許を取得し、自分が乗りたいバイクを探して「カワサキNinja250R」に一目惚れして購入する。自動車教習所に通い始めた頃から自身のブログを始め、交流する仲間とオフ会やツーリングを企画し、バイクのメンテナンスやカスタムを自分で行う。
ブログを閲覧したバイク業界の関係者から芸能活動を勧められ、2012年に株式会社芸映の所属タレントとなる。雑誌「モトチャンプ」の表紙を初仕事にタレント活動始める。
19歳で大型自動二輪免許を取得し、Ninja250Rのほかに「スズキGSX-R750」「ホンダモンキー」2016年に「ヤマハMT-07」をそれぞれ購入して国内4大メーカーのオートバイを所有する。四輪車はマツダRX-7FD型を好む。雑誌「Motorcyclist」などバイク関連の雑誌やイベントに出演し、2015年からレーシングサイドカーのパッセンジャーとしてレースに参戦している。
2021年4月2日に自身のTwitterにおいて、昨年の8月19日に入籍をしたこと、並びに妊娠中であることを発表。
2021年8月6日、第一子となる男児を出産した。

## 出演

### テレビ番組
- 週刊バイクTV（2013年2月 - 2015年 千葉テレビ）
- 大人のバイク時間 MOTORISE　(BS11)

### ラジオ番組
- ときひろみの爽快ライダー（2012年4月 - 12月初冠MC番組）WALLOP
- ばいくっく（2015年4月 - 6月）WALLOP
- ライダーズ（2015年6月11日、18日）ラジオNIKKEI

### CM
- バイク王（2016年7月-）

### WEB
- 2013年 ZERO CUSTOM「ZERO MAGAZINE]
- 2015年 - 2016年「ばいくっく」

### イベント
- 2012年 「2012鈴鹿4MINIパラダイス」
- 2012年 「HONDAエコマイレッジチャレンジ2012」
- 2012年 「スクーターミーティング2012」
- 2013年 鈴鹿8耐前夜祭「モトチャンプパラダイス」
- 「大阪モータサイクルショー」2014年、2017年
- 「東京モーターサイクルショー」'14、'15、'16、'17
- 「北海道モータサイクルショー」2017年
- 2014年 「2りんかん祭り」
- 2014年 「バイクブロス祭り」
- 2016年 ベスラ「ブレーキガール」
- 2016年 ブリヂストン サーキット走行会
- 2016年 ライコランド サーキット走行会
- 2016年 福島復興ツーリング「おんもしぇ祭り」
- 2017年 渋谷道玄坂新春祭「二輪車交通安全キャンペーン」

## 書籍

### 写真集
- Tour（2019年8月30日、八重洲出版）ISBN 978-4861445026

### 雑誌
- 2012年 - 2013モトチャンプ（三栄書房）TOOLちゃんぷ
- 2012年11月 DIY CHAMP(三栄書房）
- 2012年 BikeJIN（枻出版）7月号
- 2013年 Scooter champ（三栄書房）
- 2013年2月 MOTO NAVI No63（ボイスパブリケーション）
- 2013年 カワサキバイクマガジン5月号
- 2013年 - 2016年 スマイルバイク（バイクブロス）
- 2014年 VIRGIN DUCATI（バイクブロス）
- 2014年10月 MOTO NAVI No73（ボイスパブリケーション）
- 2014年10月 モノマガジン10-16号（ワールドフォトプレス）
- 2014年音遊人（情報誌）冬号
- 2015年 - 2016年モトチャンプ（三栄書房）トコトコモンキー
- 2015年10月 フィールドライフ（枻出版）夏号
- 2015年10月 MOTO NAVI No79（ボイスパブリケーション）
- 2016年 別冊モーターファン GFSのすべて（三栄書房）
- 2016年3月 レッドバロン R☆B vol18フリーペーパー
- 2016年 モーターサイクリスト（八重洲出版）

### カタログ
- ヤマハ パーツカタログ（2016年 - ）
- ワイズギア ZENITH（2017年3月 - ）